# Kurt von Schleicher

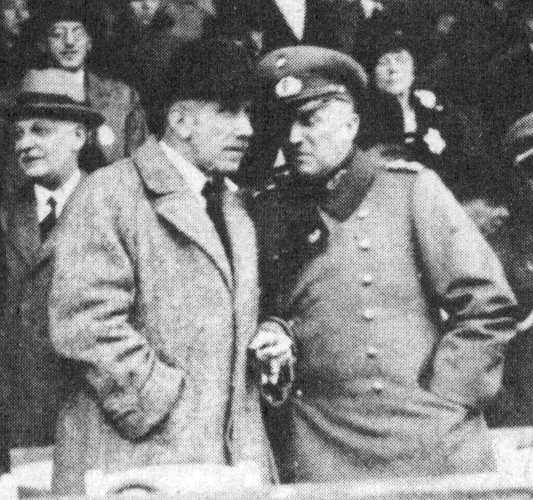
Papen et Schleicher.

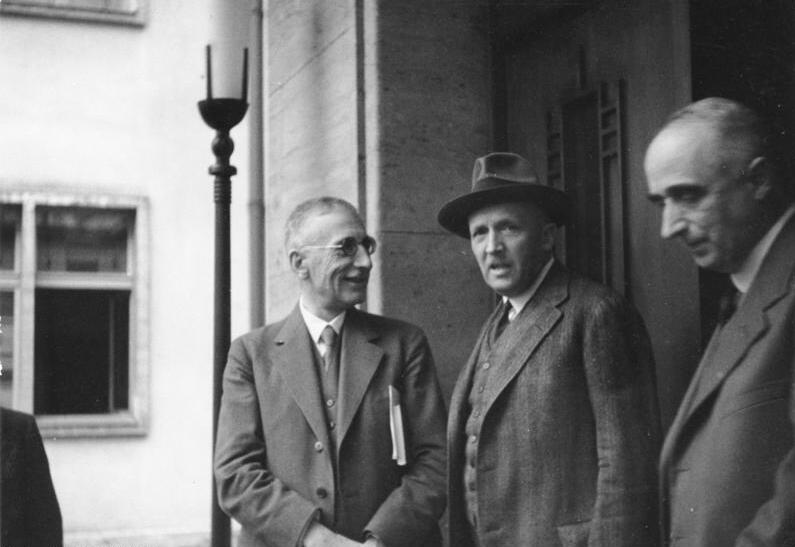
Schleicher au sortir d'une réunion avec le cabinet Papen (août 1932).

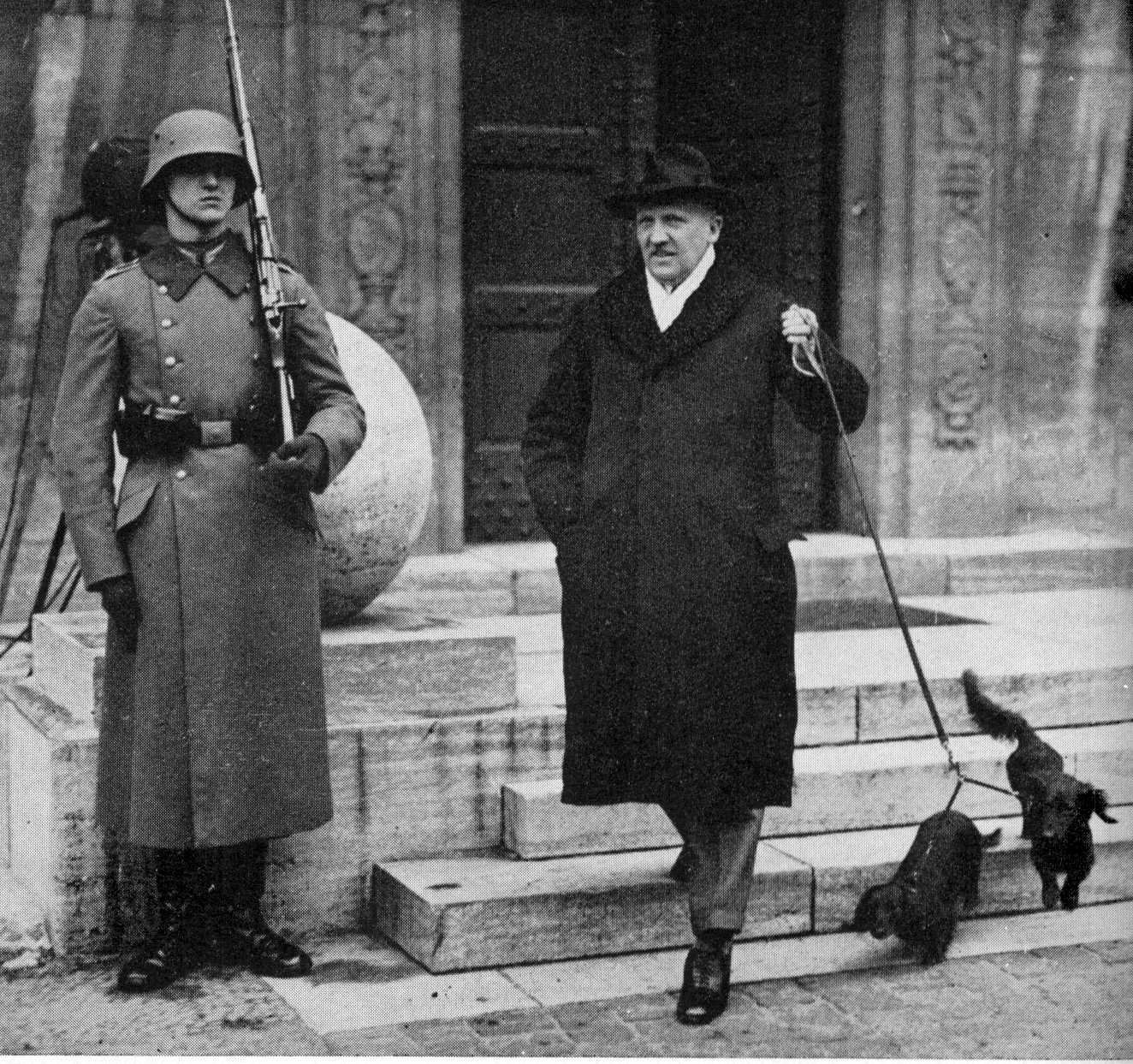
Schleicher, peu après sa démission au profit de Hitler (en 1933).

Kurt von Schleicher ([ˈkʊʁt fɔn ˈʃlaɪçɐ] ⓘ), né le 7 avril 1882 à Brandenburg an der Havel (Empire allemand) et mort le 30 juin 1934 à Neubabelsperg, est un militaire allemand et l'avant-dernier chancelier du Reich sous la République de Weimar. Politique d'extrême-droite rival d'Adolf Hitler pour le pouvoir, Schleicher est assassiné par la Schutzstaffel lors de la Nuit des longs couteaux en 1934.
Né dans une famille de militaires. Il entre dans l'armée prussienne comme lieutenant en 1900. Pendant la Première Guerre mondiale, il devient chef d'état-major dans le département des chemins de fer de l'état-major général allemand et sert dans l'état-major général du commandement suprême de l'armée. Après la guerre, Schleicher assure la liaison entre l'armée et la nouvelle République de Weimar pendant la révolution allemande de 1918-1919. Acteur important dans les efforts de la Reichswehr pour éviter les restrictions du traité de Versailles, Schleicher approche le pouvoir en tant que chef du département des forces armées de la Reichswehr et est un proche conseiller du président Paul von Hindenburg à partir de 1926. Après la nomination de son mentor Wilhelm Groener au poste de ministre de la Défense en 1928, Schleicher devient chef du bureau des affaires ministérielles (Ministeramt) du ministère de la Défense en 1929. En 1930, il joue un rôle déterminant dans le renversement du gouvernement de Hermann Müller et la nomination de Heinrich Brüning au poste de chancelier. À partir de 1931, il fait de la SA, organisation nazie en plein essor, une force auxiliaire de la Reichswehr.
À partir de 1932, Schleicher est ministre de la Défense dans le cabinet de Franz von Papen. Il organise alors la chute de Papen et lui succède comme chancelier le 3 décembre 1932. Au cours de son bref mandat, Schleicher négocie avec Gregor Strasser une éventuelle défection de ce dernier du parti nazi, mais le projet est abandonné. Schleicher tente d'« apprivoiser » Hitler pour qu'il coopère avec son gouvernement en le menaçant d'une alliance de partis antinazis, le « Querfront » (« front croisé »). Hitler refuse d'abandonner ses prétentions à la chancellerie et le plan de Schleicher échoue. Schleicher propose alors à Hindenburg de dissoudre le Reichstag et de proclamer une dictature.
Le 28 janvier 1933, face à l'impasse politique, au refus d'Hindenburg de renverser la république et à la détérioration de son état de santé, Schleicher démissionne et recommande la nomination de Hitler pour le remplacer. Par la suite, il cherche à revenir en politique en exploitant les divisions entre Ernst Röhm et Hitler, mais le 30 juin 1934, lui et sa femme sont assassinés par la SS lors de la Nuit des longs couteaux.
Pour de nombreux historiens comme Ian Kershaw ou Johann Chapoutot, Kurt von Schleicher est l'un des principaux responsables de l'arrivée au pouvoir de Hitler.

## Débuts

### Origines
Kurt Ferdinand Friedrich Hermann von Schleicher est né à Brandenburg an der Havel, fils de l'officier et noble prussien Hermann Friedrich Ferdinand von Schleicher (1853-1906) et de la fille d'un riche armateur de Prusse orientale, Magdalena Heyn (1857-1939). Il avait une sœur aînée, Thusnelda Luise Amalie Magdalene (1879-1955), et un frère cadet, Ludwig-Ferdinand Friedrich (1884-1923). Le 28 juillet 1931, Schleicher épouse Elisabeth von Schleicher, fille du général prussien Victor von Hennigs.

### Entrée dans l'armée
Il étudie à la Hauptkadettenanstalt (école militaire) de Lichterfelde de 1896 à 1900. Il est promu Leutnant le 22 mars 1900 et est affecté à la 3e garde à pied, où il se lie d'amitié avec les officiers subalternes Oskar von Hindenburg, Kurt von Hammerstein-Equord et Erich von Manstein. Du 1er novembre 1906 au 31 octobre 1909, il est adjudant du bataillon de fusiliers de son régiment.
Après avoir été promu Oberleutnant le 18 octobre 1909, il est affecté à l'Académie militaire de Prusse, où il rencontre Franz von Papen. Après avoir obtenu son diplôme le 24 septembre 1913, il est affecté à l'état-major général allemand, où il rejoint, à sa demande, le département des chemins de fer. Il devient rapidement le protégé de son supérieur immédiat, le lieutenant-colonel Wilhelm Groener. Schleicher est promu capitaine le 18 décembre 1913.

### Grande guerre
Après le déclenchement de la Première Guerre mondiale, Schleicher est affecté à l'état-major général du commandement suprême de l'armée. Pendant la bataille de Verdun, il rédige un manuscrit critiquant les profits de guerre dans certains secteurs industriels, ce qui fait sensation et lui vaut l'approbation du président du parti social-démocrate allemand (SPD), Friedrich Ebert, ainsi qu'une réputation de libéral. De novembre 1916 à mai 1917, Schleicher sert au Kriegsamt (Office de la guerre), un organisme chargé de gérer l'économie de guerre sous la direction de Groener.
La seule mission de Schleicher sur le front est celle de chef d'état-major de la 237e division sur le front de l'Est, du 23 mai 1917 à la mi-août 1917, lors de l'offensive Kerenski. Il sert le reste de la guerre au Commandement suprême de l'armée, obtenant le rang de major le 15 juillet 1918.
À la suite de l'effondrement de l'effort de guerre allemand à partir d'août 1918, Groener, le patron de Schleicher, est nommé Erster Generalquartiermeister et prend le commandement de facto de l'armée allemande le 29 octobre 1918. En tant qu'assistant de confiance de Groener, Schleicher devient un agent de liaison essentiel entre les autorités civiles et militaires.

## Le général de Weimar

### Contre-révolution et contrôle de l'armée
Après la révolution de novembre 1918, la situation de l'armée allemande est précaire. En décembre 1918, Schleicher remet à Friedrich Ebert, au nom de Paul von Hindenburg, un ultimatum exigeant que le gouvernement provisoire allemand permette à l'armée d'écraser la Ligue Spartakiste. Au cours des pourparlers qui s'ensuivent avec le cabinet allemand, Schleicher parvient à obtenir la permission d'autoriser l'armée à retourner à Berlin. Le 23 décembre 1918, le gouvernement provisoire d'Ebert est attaqué par la Volksmarinedivision, une organisation de gauche radicale. Schleicher joue un rôle clé dans la négociation du pacte Ebert-Groener. En échange de l'envoi d'une aide au gouvernement, Schleicher obtient d'Ebert qu'il autorise l'armée à conserver son autonomie politique en tant qu'« État dans l'État ».
Pour écraser les rebelles de gauche, Schleicher participe à la création des Freikorps au début du mois de janvier 1919. Pendant le reste de la République de Weimar, le rôle de Schleicher est de servir d'intermédiaire politique de la Reichswehr. Son objectif est que les intérêts de l'armée soient garantis.
Schleicher s'emploie au service de Hans von Seeckt et, au sein de son ministère, à maintenir une armée allemande efficace malgré le traité de Versailles, alors que Ludendorff s'attache, de la Suède où il s'est exilé, à faire croire aux Allemands que lui et son armée n'étaient pas en difficulté sur le terrain, mais que ce sont les hommes politiques de l'arrière, qui ont donné un « coup de poignard dans le dos » à l'armée et ont causé la capitulation.

### Pacte avec l'URSS
Au début des années 1920, Schleicher devient l'un des principaux protégés du général Hans von Seeckt, qui lui confie souvent des missions sensibles. Au printemps 1921, Seeckt crée un groupe secret au sein de la Reichswehr, le Sondergruppe R, dont la mission est de collaborer avec l'Armée rouge dans leur lutte commune contre le système international établi par le traité de Versailles. Schleicher met au point avec Leonid Krassine les modalités de l'aide allemande à l'industrie de l'armement soviétique. Schleicher crée plusieurs sociétés fictives, notamment la GEFU (Gesellschaft zur Förderung gewerblicher Unternehmungen, « Société pour la promotion de l'entreprise industrielle »), qui injecte 75 millions de Reichsmarks, soit environ 18 millions de dollars (l'équivalent de 332 millions de dollars en 2024), dans l'industrie de l'armement soviétique à la fin de l'année 1923.

### Maitre de la Reichswehr noire
Parallèlement, une équipe dirigée par Fedor von Bock et composée de Schleicher, Eugen Ott et Kurt von Hammerstein-Equord met en place la Reichswehr noire. Le major Bruno Ernst Buchrucker est chargé de mettre sur pied les Arbeitskommandos (commandos de travail), officiellement un groupe destiné à aider les projets civils, mais en réalité une force de militaire secrète. Cette manœuvre a permis à l'Allemagne de dépasser les limites fixées par le traité de Versailles. La Reichswehr noire est devenue célèbre pour sa pratique consistant à utiliser les meurtres de Feme pour punir les « traîtres » qui, par exemple, révélaient l'emplacement des stocks d'armes ou les noms des membres. Au cours des procès de certains des accusés, les procureurs ont prétendu que les meurtres avaient été ordonnés par les officiers du groupe de Bock.
Dans une lettre secrète adressée au président de la Cour suprême allemande, qui jugeait un membre de la Reichswehr noire pour meurtre, Seeckt a admis que la Reichswehr noire était contrôlée par la Reichswehr et a affirmé que les meurtres étaient justifiés par la lutte contre Versailles.

### Rôle politique

#### Trahison de Seeckt et promotion
Malgré le patronage de Seeckt, c'est Schleicher qui provoque la chute de ce dernier en 1926 en divulguant le fait que Seeckt avait invité le fils aîné de l'ancien prince héritier à assister à des manœuvres militaires. Après la chute de Seeckt, Schleicher devient, selon les termes d'Andreas Hillgruber, « en fait, sinon en nom, le chef politico-militaire de la Reichswehr ». Le triomphe de Schleicher est aussi celui de la faction « moderne » de la Reichswehr, qui prône une idéologie de guerre totale et veut faire de l'Allemagne une dictature. En cela, il se distingue des militaires conservateurs classiques attachés à la monarchie et aux traditions prussiennes.
Au cours des années 1920, Schleicher progresse régulièrement au sein de la Reichswehr, devenant le principal agent de liaison entre l'armée et les représentants du gouvernement civil. Il est promu lieutenant-colonel le 1er janvier 1924, puis colonel en 1926. Le 29 janvier 1929, il devient général-major. Schleicher préfère généralement opérer en coulisses, rédigeant des articles dans des journaux amis et s'appuyant sur un réseau occasionnel d'informateurs pour découvrir ce que d'autres ministères préparent. À la suite de l'hyperinflation de 1923, la Reichswehr prend en charge une grande partie de l'administration du pays entre septembre 1923 et février 1924, tâche dans laquelle Schleicher joue un rôle de premier plan.

#### Ministère sur-mesure
La nomination de Groener au poste de ministre de la Défense en janvier 1928 contribue grandement à l'avancement de la carrière de Schleicher. Groener, qui considère Schleicher comme son « fils adoptif », crée en 1928 le Ministeramt (bureau des affaires ministérielles) spécialement pour lui. Le nouveau bureau s'occupe officiellement de toutes les questions relatives aux préoccupations communes de l'armée et de la marine et est chargé d'assurer la liaison entre l'armée et les autres départements, ainsi qu'entre l'armée et les hommes politiques. Schleicher ayant interprété ce mandat de manière très large, le Ministeramt devient rapidement le moyen par lequel la Reichswehr s'immisce dans la politique. La création du Ministeramt officialise la position de Schleicher en tant que principal arrangeur politique de la Reichswehr, un rôle qui existait de manière informelle depuis 1918.
Comme son patron Groener, Schleicher est alarmé par les résultats de l'élection au Reichstag de 1928, au cours de laquelle les sociaux-démocrates (SPD) remportent la plus grande partie des suffrages grâce à un programme visant à supprimer la construction du Panzerkreuzer A, le navire de tête de la classe Deutschland afin de faire de larges économies. Schleicher s'oppose à la perspective d'une « grande coalition » dirigée par Hermann Müller du SPD et indique clairement qu'il préfère que le SPD soit exclu du pouvoir en raison de son antimilitarisme. Groener et Schleicher avaient décidé, au lendemain des élections de 1928, qu'il fallait tout mettre en œuvre pour mettre fin à la démocratie. En 1929, Schleicher entre en conflit avec Werner von Blomberg, le chef du Truppenamt (l'état-major). Cette année-là, Schleicher avait lancé une politique de « défense des frontières » (Grenzschutz), dans le cadre de laquelle la Reichswehr stockait des armes dans des dépôts secrets et commençait à former des volontaires, au-delà des limites imposées par Versailles, dans les parties orientales de l'Allemagne faisant face à la Pologne. Blomberg veut les démanteler, Schleicher s'y oppose, voulant donner aux Français aucune excuse pour retarder leur retrait de la Rhénanie en 1930. Blomberg perd la bataille et est renvoyé du commandement du Truppenamt et envoyé au commandement d'une division en Prusse orientale.

## Gouvernement présidentiel

### Artisan de laCamarilla
Fin 1926 ou début 1927, Schleicher dit à Hindenburg que s'il était impossible de former un gouvernement dirigé par le seul parti populaire national allemand, alors Hindenburg devrait « nommer un gouvernement en qui il a confiance, sans consulter les partis ni tenir compte de leurs souhaits », et avec « l'ordre de dissolution à portée de main, donner au gouvernement toutes les possibilités constitutionnelles d'obtenir une majorité au Parlement ». Avec le fils de Hindenburg, le major Oskar von Hindenburg, Otto Meißner et le général Wilhelm Groener, Schleicher est l'un des principaux membres de la Camarilla qui entoure le président von Hindenburg. C'est Schleicher qui a eu l'idée d'un gouvernement présidentiel basé sur la formule dite « 25/48/53 », qui fait référence aux trois articles de la Constitution de Weimar qui pourraient rendre possible un gouvernement présidentiel :
- L'article 25 permet au président de dissoudre le Reichstag.
- L'article 48 autorise le président à signer des lois d'urgence sans le consentement du Reichstag. Toutefois, le Reichstag peut annuler toute loi adoptée en vertu de l'article 48 à la majorité simple dans les soixante jours suivant son adoption.
- L'article 53 permet au président de nommer le chancelier.

L'idée de Schleicher était de faire en sorte que Hindenburg utilise les pouvoirs que lui confère l'article 53 pour nommer au poste de chancelier un de ses proches, qui gouvernerait selon les dispositions de l'article 48. Si le Reichstag menaçait d'annuler les lois ainsi adoptées, Hindenburg pourrait riposter en brandissant la menace de la dissolution. Hindenburg n'était pas très enthousiaste à l'égard de ces projets, mais son fils, Meißner, Groener et Schleicher ont fait pression sur lui pour qu'il les suivent.
Au cours de l'hiver 1929-1930, Schleicher sape le gouvernement de « grande coalition » de Hermann Müller par diverses intrigues, avec le soutien de Groener et de Hindenburg. En janvier 1930, après avoir reçu l'accord du chef du Zentrum, Heinrich Brüning, pour diriger un gouvernement présidentiel, Schleicher déclare à Brüning que le « gouvernement Hindenburg » sera « antimarxiste », « antiparlementaire », et que les sociaux-démocrates ne seront en aucun cas autorisés à gouverner, et cela, même si le SPD est le plus grand parti du Reichstag. En mars 1930, le gouvernement Müller tombe et le premier gouvernement présidentiel dirigé par Brüning entre en fonction. L'historien allemand Eberhard Kolb a décrit les gouvernements présidentiels qui ont débuté en mars 1930 comme une sorte de coup d'État « rampant », par lequel le gouvernement devient progressivement de plus en plus autoritaire et de moins en moins démocratique, un processus qui culmine avec le régime nazi en 1933. L'historien britannique Edgar Feuchtwanger a qualifié le gouvernement Brüning d'« idée originale » de Schleicher.

### Intégration de la SA dans l'armée
Bien qu'il soit essentiellement un autoritaire prussien, Schleicher pensait également que l'armée avait une fonction sociale en tant qu'institution unifiant les divers éléments de la société. Il s'oppose également à des politiques telles que l'aide à l'Est (Osthilfe) pour les domaines en faillite de l'Elbe orientale de ses collègues Junkers.
Pour contourner la partie 5 du traité de Versailles, qui interdisait la conscription, Schleicher fait appel aux SA et à d'autres groupes paramilitaires, qu'il considère comme le meilleur substitut. À partir de décembre 1930, Schleicher entretient des contacts secrets réguliers avec Ernst Röhm, le chef des SA, qui devient rapidement l'un de ses meilleurs amis. Le 2 janvier 1931, il modifie les règles du ministère de la Défense pour permettre aux nazis de servir dans les dépôts militaires et les arsenaux, mais pas en tant qu'officiers, troupes de combat ou marins. Avant 1931, il était strictement interdit aux militaires d'adhérer à un parti politique, car la Reichswehr était censée être apolitique. Cette règle fut changée pour que les nazis soient autorisés à rejoindre la Reichswehr dans le cadre du changement de règles opéré par Schleicher ; si un membre de la Reichswehr rejoignait un autre parti politique, il était renvoyé pour cause de déshonneur. En mars 1931, à l'insu de Groener et d'Adolf Hitler, Schleicher et Röhm concluent un accord secret selon lequel, en cas de guerre avec la Pologne ou de putsch communiste, ou des deux, la SA se mobiliserait et passerait sous le commandement d'officiers de la Reichswehr afin de faire face à l'urgence nationale. L'amitié étroite entre Schleicher et Röhm servira plus tard, en 1934, de base apparemment factuelle à l'affirmation d'Hitler selon laquelle Schleicher et Röhm avaient comploté pour le renverser, justifiant ainsi l'assassinat de l'un et de l'autre.
Comme les autres dirigeants de la Reichswehr, Schleicher considère la démocratie comme un obstacle à la puissance militaire et est convaincu que seule une dictature peut permettre à l'Allemagne de redevenir une grande puissance militaire. Schleicher rêve de créer un Wehrstaat (État militaire), dans lequel l'armée réorganiserait la société allemande dans le cadre des préparatifs de la guerre totale que la Reichswehr souhaite mener. A partir de la seconde moitié de 1931, Schleicher est le principal défenseur, au sein du gouvernement allemand, du Zähmungskonzept (concept d'apprivoisement), selon lequel les nazis doivent être « apprivoisés » en étant intégrés au gouvernement. Schleicher, militariste dans l'âme, admire beaucoup le militarisme des nazis ; et le fait que la Grenzschutz fonctionne bien, en particulier en Prusse orientale où la SA sert de milice non officielle soutenant la Reichswehr, est considéré comme un modèle pour la future coopération entre l'armée et les nazis.
Schleicher devient un personnage important dans les coulisses du cabinet présidentiel de Heinrich Brüning entre 1930 et 1932, en tant qu'assistant du général Groener, le ministre de la Défense. Finalement, Schleicher, qui a établi une relation étroite avec le Reichspräsident (président du Reich) Paul von Hindenburg, entre en conflit avec Brüning et Groener et ses intrigues sont en grande partie responsables de leur chute en mai 1932.

### Election présidentielle de 1932
L'un des assistants de Schleicher a rappelé plus tard que Schleicher considérait les nazis comme « une réaction essentiellement saine du Volkskörper » et qu'il louait les nazis comme « le seul parti qui pouvait attirer des électeurs loin de la gauche radicale et qui l'avait déjà fait ». En mars 1932, il écrit dans une lettre à Groener à propos des nazis : « S'ils n'étaient pas là, il faudrait les inventer ». Pour les élections, Schleicher prévoit d'obtenir le soutien des nazis pour un nouveau gouvernement présidentiel de droite, détruisant au passage la démocratie allemande. Schleicher écrasera ensuite les nazis en exploitant les querelles entre les différents dirigeants et en incorporant les SA dans la Reichswehr. Au cours de cette période, Schleicher est de plus en plus convaincu que la solution à tous les problèmes de l'Allemagne réside dans un « homme fort » et qu'il est cet homme fort.
Peu de temps avant que la campagne commence, Brüning interdit les SA et les SS au motif qu'ils sont les principaux responsables de la vague de violence politique qui touche l'Allemagne. L'interdiction des SA et des SS a entraîné une baisse immédiate et considérable de la violence politique, mais a menacé de détruire la politique de Schleicher consistant à tendre la main aux nazis. En réaction Schleicher a donc décidé que Brüning et Groener devaient être éliminés.
Le 16 avril, Groener reçoit une lettre furieuse de Hindenburg qui lui demande pourquoi le Reichsbanner, l'aile paramilitaire des sociaux-démocrates, n'a pas été également interdit. D'autant plus que Hindenburg affirmait avoir des preuves solides que le Reichsbanner préparait un coup d'État. La même lettre du président a fait l'objet d'une fuite et a été publiée le jour même dans tous les journaux allemands de droite. Groener découvre qu'Eugen Ott, un proche protégé de Schleicher, a fait part à Hindenburg des allégations de putsch social-démocrate et a divulgué la lettre du président. L'historien britannique John Wheeler-Bennett écrit que les preuves d'un putsch du SPD sont au mieux « minces » et qu'il s'agit simplement d'une façon pour Schleicher de discréditer Groener aux yeux d'Hindenburg. Les amis de Groener lui dirent qu'il était impossible qu'Ott fabrique de lui-même de telles allégations ou divulgue la lettre du président, et qu'il devait licencier Schleicher sur-le-champ. Groener refuse de croire que son vieil ami s'est retourné contre lui et refuse de licencier Schleicher.
Dans le même temps, Schleicher lance des rumeurs selon lesquelles le général Groener est un social-démocrate secret et affirme que la fille de Groener étant née moins de neuf mois après son mariage, Groener est inapte à exercer ses fonctions. Le 8 mai 1932, en échange de sa promesse de dissoudre le Reichstag et de lever l'interdiction de la SA et de la SS, Schleicher reçoit d'Hitler la promesse de soutenir un nouveau gouvernement. Après que Groener ait été critiqué lors d'un débat au Reichstag par les nazis sur le prétendu putsch des sociaux-démocrates et sur le fait que Groener n'y croyait pas, Schleicher dit à son mentor qu'il « ne jouit plus de la confiance de l'armée » et qu'il doit démissionner immédiatement. Lorsque Groener fait appel à Hindenburg pour qu'il le protège, le président se range du côté de Schleicher et demande à Groener de démissionner.

### Gouvernement Papen
Le 30 mai 1932, les intrigues de Schleicher portent leurs fruits lorsque Hindenburg démet Brüning de ses fonctions de chancelier et nomme Franz von Papen pour lui succéder. Feuchtwanger qualifie Schleicher de « principal tireur de fils » derrière la chute de Brüning.
Schleicher avait choisi Papen, inconnu du public allemand, comme nouveau chancelier parce qu'il pensait pouvoir contrôler Papen en coulisses. Kolb a écrit sur le « rôle clé » de Schleicher dans la chute non seulement de Brüning, mais aussi de la République de Weimar, car, en faisant tomber Brüning, Schleicher a involontairement déclenché une série d'événements qui allaient mener directement au Troisième Reich.
L'exemple de Schleicher, qui a fait tomber le gouvernement Brüning, a conduit à une politisation plus manifeste de la Reichswehr. À partir du printemps 1932, des officiers comme Werner von Blomberg et Walther von Reichenau ont entamé des pourparlers avec le NSDAP. L'exemple de Schleicher a en fait servi à saper son propre pouvoir, puisque celui-ci avait toujours reposé en partie sur le fait qu'il était le seul général autorisé à parler aux politiciens.
Malgré une amitié de façade avec Papen, Schleicher ne suivait que ses propres intérêts. Ainsi, il mit sous écoute Papen, lui permettant de surveiller ses faits et gestes. Dans certains élans de mépris, Schleicher dit de Papen qu'il n'était « qu'un chapeau» à défaut d'être « la tête » du gouvernement. En dépit de ces manœuvres, Papen continuait de croire que Schleicher était son ami.

#### Ministre de la défense
Le nouveau chancelier, von Papen, nomma en retour Schleicher ministre de la Défense, qui devint alors General der Infanterie. Schleicher avait lui-même choisi l'ensemble du cabinet avant même d'avoir proposé à Papen le poste de chancelier. La première mesure du nouveau gouvernement fut de dissoudre le Reichstag, conformément à l'accord tacite conclu entre Schleicher et Hitler le 4 juin 1932. Le 15 juin 1932, le nouveau gouvernement leva l'interdiction pesant sur les SA et les SS, qui étaient secrètement encouragées à se livrer à un maximum de violence, à la fois pour discréditer la démocratie et pour fournir un prétexte au nouveau régime autoritaire que Schleicher s'efforçait d'instaurer.
En plus d'ordonner de nouvelles élections au Reichstag, Schleicher et Papen ont travaillé ensemble pour saper le gouvernement social-démocrate de Prusse dirigé par Otto Braun. Schleicher a fabriqué des preuves que la police prussienne sous les ordres de Braun favorisait le Rotfrontkämpferbund communiste dans les affrontements de rue avec la SA, qu'il a utilisées pour obtenir un décret d'urgence de Hindenburg imposant le contrôle du Reich sur la Prusse. Pour faciliter ses plans pour un coup d'État contre le gouvernement prussien et pour éviter le danger d'une grève générale qui avait fait échouer le putsch de Kapp de 1920, Schleicher a eu une série de réunions secrètes avec des dirigeants syndicaux, au cours desquelles il leur a promis un rôle de premier plan dans le nouveau système politique autoritaire qu'il construisait, en échange de quoi il a reçu la promesse qu'il n'y aurait pas de grève générale en soutien à Braun.
Lors du « coup de Prusse » du 20 juillet 1932, Schleicher fit proclamer la loi martiale et appela la Reichswehr sous Gerd von Rundstedt pour renverser le gouvernement prussien élu, ce qui fut accompli sans qu'un coup de feu ne soit tiré. En utilisant l'article 48, Hindenburg nomma Papen commissaire du Reich de Prusse. Pour l'aider à conseiller le nouveau régime qu'il envisageait de créer, Schleicher engagea à l'été 1932 les services d'un groupe d'intellectuels de droite connus sous le nom de Tatkreis, et par leur intermédiaire fit la connaissance de Gregor Strasser.
Lors des élections au Reichstag du 31 juillet 1932, le NSDAP devint, comme prévu, le parti le plus important. En août 1932, Hitler renia l'accord tacite conclu avec Schleicher en mai et, au lieu de soutenir le gouvernement Papen, réclama la chancellerie. Schleicher était prêt à accéder à la demande d'Hitler, mais Hindenburg refusa, empêchant Hitler d'accéder à la chancellerie en août 1932. L'influence de Schleicher auprès d'Hindenburg commença alors à décliner. Papen lui-même fut très offensé par la désinvolture avec laquelle Schleicher était prêt à l'abandonner.
Le 12 septembre 1932, le gouvernement Papen fut défait par une motion de censure au Reichstag, qui fut à nouveau dissous. Lors des élections du 6 novembre 1932, le NSDAP perdit des sièges, mais resta le parti le plus important. Début novembre, Papen se montra plus affirmé que Schleicher ne l'avait prévu ; cela creusa un fossé grandissant entre les deux hommes. Schleicher fit tomber le gouvernement de Papen le 3 décembre 1932, lorsque Papen déclara au Cabinet qu'il préférait déclarer la loi martiale plutôt que de perdre la face après une nouvelle motion de censure. Schleicher publia les résultats d'une simulation de guerre qui démontra qu'en cas de déclaration de la loi martiale, la Reichswehr ne serait pas en mesure de vaincre les différents groupes paramilitaires. L'option de la loi martiale étant désormais écartée, Papen fut contraint de démissionner et Schleicher devint chancelier. Cette étude de simulation de guerre, réalisée et présentée au Cabinet par l'un des proches collaborateurs de Schleicher, le général Eugen Ott, fut truquée dans le but de contraindre Papen à démissionner. Papen était consumé par la haine envers son ancien ami qui l'avait forcé à quitter ses fonctions.

### Chancelier du Reich

#### Coalition hétérodoxe
Schleicher espérait obtenir une majorité au Reichstag en gagnant le soutien des nazis à son gouvernement. À la mi-décembre 1932, Schleicher déclara lors d'une réunion de hauts dirigeants militaires que l'effondrement du mouvement nazi n'était pas dans le meilleur intérêt de l'État allemand. À la fin de 1932, le NSDAP était à court d'argent, de plus en plus enclin aux luttes intestines et était découragé par les élections au Reichstag de novembre 1932 où le parti avait perdu des voix. Schleicher était d'avis que le NSDAP devrait tôt ou tard soutenir son gouvernement car lui seul pouvait offrir le pouvoir aux nazis et sinon le NSDAP continuerait à se désintégrer.
Pour obtenir le soutien des nazis tout en restant chancelier, Schleicher envisagea de former un « Querfront » (« front transversal »), par lequel il unifierait les intérêts particuliers allemands conflictuels autour d'un régime non parlementaire, autoritaire mais participatif, afin de forcer les nazis à soutenir son gouvernement. Il espérait que, face à la menace du Querfront, Hitler renoncerait à sa revendication de la chancellerie et soutiendrait le gouvernement de Schleicher. En réalité, Schleicher n'a jamais sérieusement envisagé la création d'un Querfront ; il s'agissait d'un coup de bluff pour contraindre le NSDAP à soutenir le nouveau gouvernement. Pour contraindre Hitler à soutenir son gouvernement, Schleicher tenta de fonder le Querfront en s'adressant aux syndicats sociaux-démocrates, aux syndicats chrétiens et à la branche de gauche économique du parti nazi, dirigée par Gregor Strasser.
L'idée était simple : le parti nazi, enfoncé dans un déclin qui lui fait frôler l'explosion, refuse pourtant la vice chancellerie, Hitler réclamant la place de chancelier du Reich. Pour se maintenir, Schleicher, Papen, Hindenburg et le reste du centre-droit de la république de Weimar espèrent que donner un pouvoir limité aux nazis permettra de les domestiquer et de faire d'eux des partenaires fiables. L'incorporation de la SA dans l'armée représentait alors un premier pour ce qui devait devenir le "cabinet national", un gouvernement d'union des droites nazifiées où le NSDAP serait devenu un satellite de l'homme fort Schleicher. Cette alliance baroque est notamment permise par une évolution du discours politique, l'intégralité de la droite allemande ayant repris, peu ou proue, le programme nazi. Papen, Hitler et Schleicher partagent un même ciment qui uni toute la droite allemande et lui offre le soutien de la grande bourgeoisie industrielle : la lutte acharnée contre le bolchévisme culturel enjuivé, le marxisme internationaliste et la décadence socialiste. Goebbels soulignera dans son journal intime que la politique de Schleicher est insensée, et que la nazification de son discours ne mènera qu'à l'arrivée au pouvoir des nazis eux-mêmes.
Le 4 décembre 1932, Schleicher rencontra Strasser et lui proposa de libérer le gouvernement prussien du contrôle du Reich et de nommer Strasser ministre-président de Prusse. Schleicher espérait que la menace d'une scission au sein du parti nazi forcerait Hitler à soutenir le nouveau gouvernement. La politique de Schleicher échoua, car Hitler isola Strasser au sein du parti, s'affirmant comme le seul maitre du nazisme.

#### Politiques de grands travaux
L'une des principales initiatives du gouvernement Schleicher fut alors un programme de travaux publics destiné à contrer les effets de la Grande Dépression. Il fut piloté par Günther Gereke, que Schleicher avait nommé commissaire spécial à l'emploi. Les divers projets de travaux publics – qui devaient créer des emplois pour 2 millions de chômeurs allemands d'ici juillet 1933 et sont souvent attribués à tort à Hitler – étaient l'œuvre du gouvernement Schleicher, qui avait adopté la législation nécessaire en janvier.
Les relations de Schleicher avec son cabinet étaient mauvaises en raison de ses manières secrètes et de son mépris affiché pour ses ministres À deux exceptions près, Schleicher conserva l'intégralité du cabinet de Papen, ce qui signifie qu'une grande partie de l'impopularité du gouvernement Papen fut héritée par le gouvernement Schleicher. Peu après son accession au poste de chancelier, il fit une plaisanterie aux dépens du major Oskar von Hindenburg, ce qui offensa grandement le jeune homme qui réduisit l'accès de Schleicher au président.

#### Diplomatie guerrière
En politique étrangère, l'intérêt principal de Schleicher était d'obtenir la Gleichberechtigung (« égalité de statut ») lors de la Conférence mondiale du désarmement, ce qui aurait abrogé la partie V du traité de Versailles qui avait désarmé l'Allemagne. Schleicher tenait à entretenir des relations étroites avec l'ambassadeur de France André François-Poncet et à souligner son souci d'améliorer les relations franco-allemandes. Cela s'expliquait en partie par le fait que Schleicher souhaitait que la France accepte la Gleichberechtigung afin de permettre à l'Allemagne de se réarmer sans craindre une « guerre préventive » française. Il pensait également que l'amélioration des relations entre Berlin et Paris conduirait les Français à abroger l'alliance franco-polonaise de 1921, ce qui permettrait à l'Allemagne de partager la Pologne avec l'Union soviétique sans avoir à entrer en guerre avec la France. Dans un discours prononcé devant un groupe de journalistes allemands le 13 janvier 1933, Schleicher proclama que, sur la base de l'acceptation « en principe » de la Gleichberechtigung par les autres puissances lors de la Conférence mondiale sur le désarmement en décembre 1932, il prévoyait d'obtenir au plus tard au printemps 1934 un retour à la conscription et que l'Allemagne dispose de toutes les armes interdites par Versailles.

### Le général rouge
Alors que le cabinet Schleicher semblait étrangement bien se maintenir, ne voyant aucune mention de censure se profiler, le chancelier fit une erreur fatale. Alors que sa coalition tenait par la tolérance de la bourgeoisie allemande, et surtout du bon vouloir du président Hindenburg, Schleicher annonça sa volonté de mettre en place une nouvelle colonisation en Prusse orientale. Cette région, terre historique des grands propriétaires terriens, devait être en partie redistribuée à de petits propriétaires allemands qui partiraient s'y installer. Or, Hindenburg lui-même étant affilié à ces propriétaires terriens (les Junkers), il retira immédiatement sa confiance à son chancelier. Dans une vague d'indignation délirante, d'importantes parties de la droite se mirent à attaquer Schleicher, allant jusqu'à le qualifier de "général rouge" et de "bolchévique". Cette réforme, qui avait déjà dû être abandonnée sous Brüning, amena à une perte importante de soutiens. A contrario, Hitler, qui venait d'achever un tour d'Allemagne où il alla rassurer le patronat sur ses ambitions "sociales", se prononça clairement contre cette "collectivisation".

#### Position précaire
Le 20 janvier 1933, Schleicher laissa passer l'une de ses meilleures occasions de sauver son gouvernement. Wilhelm Frick, responsable de la délégation nazie au Reichstag en l'absence d'Hermann Göring, suggéra à la commission du programme du Reichstag de suspendre ses travaux jusqu'à la présentation du prochain budget, prévue au printemps. Si cela s'était produit, à la fin des vacances, Schleicher aurait récolté les fruits des travaux publics lancés par son gouvernement en janvier, et les luttes intestines au sein du NSDAP se seraient intensifiées. Schleicher demanda à son chef d'état-major, Erwin Planck, de déclarer au Reichstag que le gouvernement souhaitait une suspension aussi courte que possible, ce qui conduisit à la prolongation des vacances jusqu'au 31 janvier seulement, Schleicher croyant à tort que le Reichstag n'oserait pas déposer une motion de censure contre lui, car cela impliquerait de nouvelles élections.
Papen, évincé, bénéficiait désormais de l'attention d'Hindenburg et utilisa sa position pour conseiller au président de limoger Schleicher à la première occasion. Papen pressait le vieux président de nommer Hitler chancelier au sein d'une coalition avec le Parti populaire national allemand (DNVP). Papen tenait à l'époque des réunions secrètes avec Hitler et Hindenburg dans le but de changer de chancelier. Schleicher refusa longtemps de prendre au sérieux l'hypothèse que Papen cherchait à le renverser, le jugeant trop peu habile.
La promotion de l'idée d'un gouvernement présidentiel où tout dépendait des caprices du président Hindenburg, avec un Reichstag affaibli, eut pour conséquence que lorsque Hindenburg se prononça contre Schleicher, ce dernier se retrouva dans une position politique extrêmement fragile. En janvier 1933, la réputation de Schleicher, de destructeur de gouvernements, d'homme aussi heureux d'intriguer contre ses amis que contre ses ennemis, et d'homme ayant trahi tous ceux qui lui avaient fait confiance, lui valut la méfiance et l'antipathie de toutes les factions, ce qui affaiblit encore ses tentatives de se maintenir au pouvoir.

#### Perte de confiance
Le 28 janvier 1933, Schleicher informa son cabinet qu'il avait besoin d'un décret du président pour dissoudre le Reichstag, faute de quoi son gouvernement risquait d'être défait par une motion de censure lors de la reprise des travaux du Reichstag le 31 janvier. Schleicher alla alors voir Hindenburg pour demander le décret de dissolution, mais sa demande fut refusée. À son retour pour rencontrer le cabinet, Schleicher annonça son intention de démissionner et signa un décret autorisant l'investissement de 500 millions de Reichsmarks dans des projets de travaux publics. Schleicher pensait que Papen serait son successeur et, de ce fait, c'est à bloquer cet événement qu'il consacra toute son énergie. Le 29 janvier, Werner von Blomberg prêta serment devant Hindenburg comme ministre de la Défense, promptement et illégalement. Fin janvier 1933, des rumeurs mensongères circulaient à Berlin selon lesquelles Schleicher prévoyait un putsch.
L'armée, qui jusque-là avait été le principal soutien de Schleicher, lui retira soudainement son soutien, considérant les nazis, et non Schleicher, comme les seuls à pouvoir mobiliser le soutien populaire en faveur d'un État de défense (Wehrstaat). Fin janvier 1933, la plupart des officiers supérieurs de l'armée conseillaient à Hindenburg de l'abandonner.

#### Chute et soutien final à Hitler
Le même jour, Schleicher, apprenant la chute imminente de son gouvernement et craignant que son rival Papen n'accède à la chancellerie, se prononça en faveur d'une chancellerie hitlérienne. Connaissant la haine désormais sans bornes que Papen lui portait, Schleicher savait qu'il n'avait aucune chance de devenir ministre de la Défense dans un nouveau gouvernement Papen, mais il estimait que ses chances de le devenir dans un gouvernement hitlérien étaient très bonnes.
Hitler était initialement disposé à soutenir Schleicher comme ministre de la Défense, mais une rencontre avec Werner von Alvensleben, associé de Schleicher, le convainquit que Schleicher était sur le point de lancer un putsch pour l'écarter du pouvoir. Dans un climat de crise, alors que des rumeurs circulaient selon lesquelles Schleicher envoyait des troupes à Berlin pour destituer Hindenburg, Papen convainquit le président de nommer Hitler chancelier le lendemain. Le président destitua Schleicher, appelant Hitler au pouvoir le 30 janvier 1933. Dans les mois qui suivirent, les nazis promulguèrent le décret sur l'incendie du Reichstag et la loi d'habilitation, transformant l'Allemagne en dictature.

## Chute

### Purge de ses partisans
Le successeur de Schleicher au poste de ministre de la Défense fut son ennemi juré, Werner von Blomberg. L'une des premières mesures de Blomberg fut de procéder à une purge des officiers associés à Schleicher. Blomberg limogea Ferdinand von Bredow de son poste de chef du Ministeramt et le remplaça par le général Walter von Reichenau. Eugen Ott fut démis de ses fonctions de chef de la Wehramt (les forces armées allemandes, bientôt rebaptisées Wehrmacht) et exilé au Japon comme attaché militaire. Le général Wilhelm Adam fut limogé de son poste de chef du Truppenamt (l'état-major général) et remplacé par Ludwig Beck. Le commandant en chef de l'armée et proche collaborateur de Schleicher, le général Kurt von Hammerstein-Equord, démissionna en février 1934, ses pouvoirs étant devenus plus nominaux que réels. Avec la démission de Hammerstein, l'ensemble de la faction Schleicher, qui dominait l'armée depuis 1926, fut démis de ses fonctions au sein du Haut Commandement, détruisant ainsi toute source de pouvoir restante pour Schleicher.

### Tentative d'arbitrage entre Röhm et Hitler
Au printemps 1934, apprenant le désaccord croissant entre Ernst Röhm et Hitler au sujet du rôle des SA dans l'État nazi, Schleicher reprit ses activités politiques. Il critiquait le cabinet hitlérien en place, tandis que certains de ses partisans, comme le général Ferdinand von Bredow et Werner von Alvensleben, commencèrent à diffuser des listes de candidats à un nouveau cabinet hitlérien, dans lequel Schleicher deviendrait vice-chancelier, Röhm ministre de la Défense, Brüning ministre des Affaires étrangères et Strasser ministre de l'Économie nationale. Schleicher croyait qu'en tant que général de la Reichswehr et en tant qu'ami proche de Röhm, il pourrait réussir à arbitrer le conflit entre Röhm et l'armée au sujet des demandes de Röhm selon lesquelles la SA absorberait la Reichwehr, et qu'en tant que tel, Hitler renverrait Blomberg en lui rendant son ancien poste de ministre de la Défense.

### Assassinat durant la nuit des Longs Couteaux
Hitler considérait Schleicher comme une cible d'assassinat depuis un certain temps. Lors de la Nuit des Longs Couteaux, du 30 juin au 2 juillet 1934, Schleicher fut l'une des principales victimes. Vers 10 h 30 le 30 juin 1934, un groupe d'hommes portant des trench-coats et des fedoras sortit d'une voiture garée devant la villa de Schleicher (Griebnitzstrasse 4, Neubabelsberg, près de Potsdam) et se dirigea vers son domicile. Alors que Schleicher était au téléphone, il entendit frapper à sa porte et raccrocha. Les derniers mots de Schleicher, entendus par son ami au téléphone, furent « Jawohl, ich bin General von Schleicher » (« Oui, je suis le général von Schleicher »), suivis de deux coups de feu. En entendant les coups de feu, son épouse, Elisabeth von Schleicher, courut dans le hall d'entrée, où elle fut également touchée. Schleicher mourut sur le coup et sa femme succomba à ses blessures pendant son transport à l'hôpital ; elle ne reprit jamais connaissance. Il est probable que son meurtre ait été un incident de parcours, comme Goebbels le nota dans son journal : « À Berlin, tout se déroula comme prévu, à l'exception du petit incident concernant la mort d'Elisabeth von Schleicher. Dommage, mais c'était inévitable. »

## Historiographie

### Responsabilité dans l'arrivée au pouvoir de Hitler
Kurt von Schleicher n'étant resté au pouvoir que deux mois, ses réalisations ont donc été minimes. Mais, historiquement, il est important dans la mesure où son conflit avec Franz von Papen a, sinon permis, du moins accéléré l'arrivée au pouvoir d'Adolf Hitler. En effet, les deux hommes, en s'empêchant l'un l'autre de conserver la mainmise sur la politique allemande, ont ouvert une brèche dans laquelle l'ambitieux dirigeant national-socialiste a eu beau jeu de s'engouffrer.
Pour l'historien français du nazisme Johann Chapoutot dans son ouvrage Les Irresponsables, Schleicher et Papen sont les deux plus grands responsables de l'arrivée au pouvoir de Hitler. Leurs obsessions pour le pouvoir et leurs manigances ont permis au NSDAP d'accéder aux plus hautes sphères de l'Etat, légitimant leurs idées et leurs pratiques. Selon lui, les deux hommes ont participés à un nazification de l'espace public en reprenant toutes les thèses de Hitler, et en le traitant comme un partenaire respectable. Schleicher, et sa chute pour sa réforme agraire, démontre pour Chapoutot l'atmosphère politique régnant dans l'Allemagne de Weimar de 1932-1933 : grands propriétaires terriens influents, patronat surpuissant, président de la république ne poursuivant que ses intérêts et ceux de la Camarilla, arrogance d'une élite se croyant "au dessus de la mêlé". Pour Chapoutot, l'exemple de Schleicher et Papen illustre la dérive des conservateurs opposés à toute forme de progrès social trouvant refuge dans des mouvements fascistes. Il y dénonce également le comportement des élites centristes préférant pactiser avec le fascisme plutôt qu'avec la gauche. Cette dernière analyse est source de polémiques.

### Vie privée
Schleicher était connu pour son sens de l'humour, sa vivacité d'esprit et son habitude d'abandonner son accent aristocratique pour parler l'allemand avec l'accent salé de la classe ouvrière berlinoise, plein d'expressions osées que beaucoup trouvent soit charmantes, soit vulgaires.